# میدو اوکس (فلوریدا)
میدو اوکس (به انگلیسی: Meadow Oaks) یک منطقهٔ مسکونی در ایالات متحده آمریکا است که در فلوریدا واقع شده‌است. میدو اوکس ۲٬۴۴۲ نفر جمعیت دارد و ۱۰٫۰۶ متر بالاتر از سطح دریا واقع شده‌است.